# Aeroportul Ngaoundéré
Aeroportul Ngaoundéré (IATA: NGE, ICAO: FKKN) este un aeroport din Provincia Adamawa, Camerun ce deservește zona Ngaoundéré. Aeroportul a fost tranzitat în 2018 de 15.117 pasageri. A fost numit după zona deservită.
Situat la o altitudine de 1.117 m, aeroportul dispune de o singură pistă. Este operat de Aéroports du Cameroun⁠(d).